# Ioan Bălan
Ioan Bălan (ur. 11 lutego 1888 w Teiuș, zm. 4 października 1959 w Bukareszcie) – rumuński biskup Kościoła Rumuńskiego Zjednoczonego z Rzymem, męczennik, błogosławiony kościoła katolickiego.

## Życiorys
Urodził się w 1888 roku w Teiuș. Studiował teologię najpierw w Budapeszcie, a później w Wiedniu. 7 lipca 1903 roku otrzymał święcenia kapłańskie. 29 września 1936 został mianowany biskupem diecezjalnym eparchii Lugoju. Sakry biskupiej udzielił mu 18 października tegoż roku biskup Alexandru Nicolescu. W 1948 roku został uwięziony przez komunistyczne władze, które przejęły władzę w Rumunii po II wojnie światowej. Najpierw został internowany w klasztorach, a później umieszczono go w więzieniu Syhocie Marmaroskim. Zmarł 4 października 1959 w szpitalu w Bukareszcie. 19 marca 2019 papież Franciszek podpisał dekret o męczeństwie jego (z powodu cierpień jakie odniósł w więzieniu) i 6 innych rumuńskich biskupów. Razem z nimi został beatyfikowany 2 czerwca 2019 w Blaju, w czasie podróży apostolskiej papieża Franciszka do Rumunii.